# UAZ Hunter
UAZ Hunter (UAZ 315195) – zmodernizowana wersja samochodu UAZ 31519, którego jest następcą. Model ten zaprezentowany został po raz pierwszy w 2002 roku a do produkcji seryjnej skierowany został w 2003 roku.
Model ten początkowo oferowany był z silnikami UMZ-4218.10 o mocy 84 KM, ZMZ-409.10 o mocy 128 KM oraz polskim silnikiem Diesla Andoria 4CT90.
W 2006 roku silnik produkcji polskiej zastąpiony został przez rosyjski motor ZMZ-5143.10 o mocy 91 KM a gaźnikowy silnik UMZ przez jednostkę wyposażoną we wtrysk paliwa o oznaczeniu UMZ-4213.
Rok później do oferty dołączył model UAZ Hunter Classic, który ostatecznie wyparł z produkcji serię 31512/31514. W stosunku do wersji Comfort charakteryzuje się on brakiem plastikowej osłony wlotu powietrza, gorszym wyposażeniem, metalowymi zderzakami oraz tylną klapą przejętą z modelu 31514. 
Obecnie auto to dostępne jest w 3 wersjach: Classic, Comfort oraz Diesel (Comfort z silnikiem Diesla).
Samochód jest produkowany w wielu odmianach zależnie od woli kupującego. Możliwe do zamontowania są wahacze, mosty hipoidalne czy sztywny dach. Cena nowego samochodu w Polsce oscyluje w granicach od 40 000 zł do 60 000 zł.

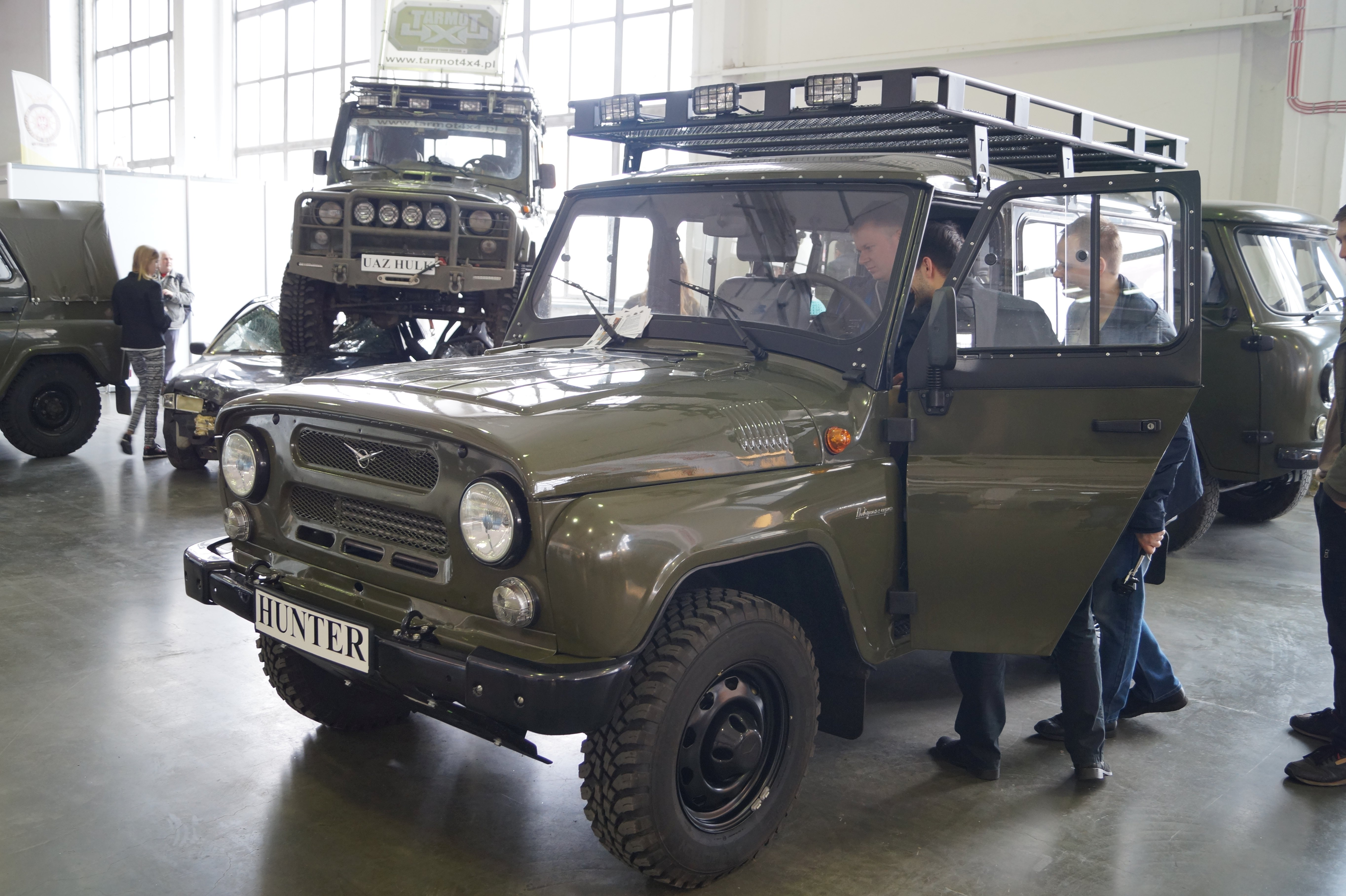
UAZ Hunter Classic